# Leszek Konarski (1953–2017)
Leszek Konarski (ur. 9 marca 1953 w Olkuszu, zm. 25 stycznia 2017 tamże) – inżynier, działacz opozycji demokratycznej w PRL, samorządowiec, starosta olkuski w latach 2002–2010.

## Życiorys
W latach szkolnych był zawodnikiem zespołu piłki ręcznej „Orzeł Olkusz”. Ukończył Akademię Górniczo-Hutniczą w Krakowie (1980). Był z wykształcenia inżynierem mechanikiem. W latach 1977–1990 pracował w Olkuskiej Fabryce Naczyń Emaliowanych, gdzie był kierownikiem wydziału remontowego. W tym okresie był również zaangażowany w tworzenie lokalnych struktur podziemnej „Solidarności”. Był współzałożycielem, a następnie przewodniczącym Komitetu Obywatelskiego Ziemi Olkuskiej „Solidarność”.
W 1990 roku w pierwszych demokratycznych wyborach do samorządu terytorialnego uzyskał mandat radnego rady miasta i gminy Olkusz. W tym samym roku objął stanowisko wiceburmistrza Olkusza. Od października 1990 roku do końca 1998 roku piastował stanowisko kierownika Urzędu Rejonowego w Olkuszu.
W wyborach samorządowych w 1998 roku uzyskał mandat radnego powiatu. W latach 2002–2010 piastował stanowisko starosty powiatu olkuskiego. W tym okresie zrealizował szereg inwestycji infrastrukturalnych, w tym budowę nowych siedzib komendy powiatowej policji, stacji sanitarno-epidemiologicznej oraz centrum kształcenia ustawicznego i zawodowego. Zainicjował także restrukturyzację służby zdrowia w powiecie. Przyczynił się do powstania i rozwoju SPR Olkusz.
Politycznie był związany z Porozumieniem Centrum, Akcją Wyborczą Solidarność, a następnie z centroprawicową Wspólnotą Samorządową.
Miał żonę i dwoje dzieci.

## Tytuły i odznaczenia
- Brązowy Krzyż Zasługi (2006)[5]
- Srebrny Medal „Za Zasługi dla Policji”[5]
- Odznaka „Za Zasługi dla Związku Kombatantów Rzeczypospolitej Polskiej i Byłych Więźniów Politycznych”[5]
- Odznaki „Błękitnego Krzyża WOPR”[5]
- Srebrna Odznaka „Za Zasługi dla Sportu”[5]
- medal „Dziękujemy za Wolność” przyznany przez Stowarzyszenie Sieć Solidarności (2015)[1]
- odznaka „Za Zasługi dla Związku Kombatantów RP i Byłych Więźniów Politycznych”[2]
- tytuł „Samorządowiec dziesięciolecia” przyznany przez Związek Powiatów Polskich (2010)[1]